# Esqui cross-country nos Jogos Paralímpicos de Inverno de 2014 - Velocidade masculino
A disputa de velocidade 1 km masculino do esqui cross-country nos Jogos Paralímpicos de Inverno de 2014 foi realizada no Centro de Esqui Cross-Country e Biatlo Laura, na Clareira Vermelha, em 12 de março de 2014.

## Medalhistas
| Medalha | Atletas sentados    | Atletas em pé           | Deficientes visuais                        |
| ------- | ------------------- | ----------------------- | ------------------------------------------ |
| Ouro    | RUS Roman Petushkov | RUS Kirill Mikhaylov    | CAN Brian McKeever / Erik Carleton (guia)  |
| Prata   | RUS Grigory Murygin | RUS Rushan Minnegulov   | SWE Zebastian Modin / Albin Ackerot (guia) |
| Bronze  | UKR Maksym Yarovyi  | RUS Vladislav Lekomtcev | RUS Oleg Ponomarev / Andrei Romanov (guia) |

## Resultados

### Atletas sentados

#### Qualificação
| Pos. | Bib | Atleta                    | Tempo   | Diferença | Notas |
| ---- | --- | ------------------------- | ------- | --------- | ----- |
| 1    | 24  | RUS Roman Petushkov       | 2:05.78 | —         | Q     |
| 2    | 23  | UKR Maksym Yarovyi        | 2:07.59 | +1:81     | Q     |
| 3    | 21  | RUS Grigory Murygin       | 2:08.67 | +2.89     | Q     |
| 4    | 22  | RUS Irek Zaripov          | 2:11.66 | +5.88     | Q     |
| 5    | 18  | CAN Chris Klebl           | 2:15.63 | +9.85     | Q     |
| 6    | 11  | UKR Mykhaylo Tkachenko    | 2:15.92 | +10.14    | Q     |
| 7    | 15  | BLR Yauheni Lukyanenka    | 2:16.28 | +10.50    | Q     |
| 8    | 9   | RUS Ivan Goncharov        | 2:17.64 | +11.86    | Q     |
| 9    | 20  | USA Daniel Cnossen        | 2:18.01 | +12.23    | Q     |
| 10   | 13  | GER Martin Fleig          | 2:18.75 | +12.97    | Q     |
| 11   | 16  | USA Andrew Soule          | 2:19.31 | +13.53    | Q     |
| 12   | 19  | NOR Trygve Steinar Larsen | 2:20.12 | +14.34    | Q     |
| 13   | 12  | BLR Dzmitry Loban         | 2:20.60 | +14.82    |       |
| 14   | 7   | USA Aaron Pike            | 2:20.86 | +15.08    |       |
| 15   | 10  | USA Jeremy Wagner         | 2:22.35 | +16.57    |       |
| 16   | 8   | POL Kamil Rosiek          | 2:23.90 | +18.12    |       |
| 17   | 17  | USA Sean Halsted          | 2:25.57 | +19.79    |       |
| 18   | 6   | UKR Oleksandr Korniiko    | 2:25.99 | +20.21    |       |
| 19   | 5   | USA Travis Dodson         | 2:27.55 | +21.77    |       |
| 20   | 3   | BRA Fernando Rocha        | 2:29.17 | +23.39    |       |
| 21   | 4   | SVK Vladmir Gajdiciar     | 2:33.42 | +27.64    |       |
| 22   | 14  | FRA Romain Rosique        | 2:33.46 | +27.68    |       |
| 23   | 1   | CAN Sebastien Fortier     | 2:43.78 | +38.00    |       |
| 24   | 2   | CAN Yves Bourque          | 2:50.67 | +44.89    |       |

#### Semifinal 1
| Pos. | Bib | Atleta                    | Tempo  | Diferença | Notas |
| ---- | --- | ------------------------- | ------ | --------- | ----- |
| 1    | 1   | RUS Roman Petushkov       | 2:19.7 | —         | Q     |
| 2    | 4   | RUS Irek Zaripov          | 2:20.2 | +0.5      | Q     |
| 3    | 9   | USA Daniel Cnossen        | 2:23.4 | +3.7      | Q     |
| 4    | 12  | NOR Trygve Steinar Larsen | 2:27.5 | +7.8      |       |
| 5    | 5   | CAN Chris Klebl           | 2:29.9 | +10.2     |       |
| 6    | 8   | RUS Ivan Goncharov        | 2:33.5 | +13.8     |       |

#### Semifinal 2
| Pos. | Bib | Atleta                 | Tempo  | Diferença | Notas |
| ---- | --- | ---------------------- | ------ | --------- | ----- |
| 1    | 3   | RUS Grigory Murygin    | 2:26.7 | —         | Q     |
| 2    | 2   | UKR Maksym Yarovyi     | 2:27.5 | +0.8      | Q     |
| 3    | 11  | USA Andrew Soule       | 2:34.0 | +7.3      | Q     |
| 4    | 7   | BLR Yauheni Lukyanenka | 2:35.5 | +8.8      |       |
| 5    | 6   | UKR Mykhaylo Tkachenko | 2:37.3 | +10.6     |       |
| 6    | 10  | GER Martin Fleig       | 2:38.9 | +12.2     |       |

#### Final
| Pos.              | Bib | Atleta              | Tempo  | Diferença | Notas |
| ----------------- | --- | ------------------- | ------ | --------- | ----- |
| Medalha de ouro   | 1   | RUS Roman Petushkov | 2:29.4 | —         |       |
| Medalha de prata  | 3   | RUS Grigory Murygin | 2:30.6 | +1.2      |       |
| Medalha de bronze | 2   | UKR Maksym Yarovyi  | 2:31.6 | +2.2      |       |
| 4                 | 4   | RUS Irek Zaripov    | 2:32.3 | +2.9      |       |
| 5                 | 11  | USA Andrew Soule    | 2:38.0 | +8.6      |       |
| 6                 | 9   | USA Daniel Cnossen  | 2:39.9 | +10.5     |       |

### Atletas em pé

#### Qualificação
| Pos. | Bib | Atleta                   | Tempo   | Diferença | Notas |
| ---- | --- | ------------------------ | ------- | --------- | ----- |
| 1    | 59  | RUS Sergey Lapkin        | 3:35.40 | —         | Q     |
| 2    | 67  | RUS Aleksandr Pronkov    | 3:37.91 | +2.51     | Q     |
| 3    | 52  | RUS Vladislav Lekomtcev  | 3:39.25 | +3.85     | Q     |
| 4    | 51  | RUS Rushan Minnegulov    | 3:40.05 | +4.65     | Q     |
| 5    | 54  | RUS Kirill Mikhaylov     | 3:43.99 | +8.59     | Q     |
| 6    | 58  | FRA Benjamin Davet       | 3:44.55 | +9.15     | Q     |
| 7    | 53  | RUS Vladimir Kononov     | 3:45.10 | +9.70     | Q     |
| 8    | 61  | RUS Azat Karachurin      | 3:45.84 | +10.44    | Q     |
| 9    | 62  | UKR Grygorii Vovchynskyi | 3:45.91 | +10.51    | Q     |
| 10   | 57  | FIN Ilkka Tuomisto       | 3:46.99 | +11.59    | Q     |
| 11   | 55  | UKR Ihor Reptyukh        | 3:52.01 | +16.61    | Q     |
| 12   | 56  | JPN Yoshihiro Nitta      | 3:55.24 | +19.84    | Q     |
| 13   | 63  | RUS Ivan Kodlozerov      | 3:55.56 | +20.16    |       |
| 14   | 66  | UKR Vladyslav Maystrenko | 3:59.45 | +24.05    |       |
| 15   | 60  | NOR Hakon Olsrud         | 3:59.83 | +24.43    |       |
| 16   | 69  | BLR Siarhei Silchanka    | 4:07.92 | +32.52    |       |
| 17   | 80  | CHN Du Haitao            | 4:09.25 | +33.85    |       |
| 18   | 71  | POL Witold Skupien       | 4:10.33 | +34.93    |       |
| 19   | 70  | FIN Lasse Kankkunen      | 4:11.98 | +36.58    |       |
| 20   | 68  | ARG Pablo Javier Robledo | 4:12.79 | +37.39    |       |
| 21   | 73  | CHN Zou Dexin            | 4:15.01 | +39.61    |       |
| 22   | 64  | JPN Keiichi Sato         | 4:18.00 | +42.60    |       |
| 23   | 72  | BLR Siarhei Vauchunovich | 4:18.37 | +42.97    |       |
| 24   | 65  | GER Tino Uhlig           | 4:20.19 | +44.79    |       |
| 25   | 77  | MGL Ganbold Matmunkh     | 4:26.65 | +51.25    |       |
| 26   | 74  | CHN Cheng Shishuai       | 4:26.77 | +51.37    |       |
| 27   | 84  | AUT Michael Kurz         | 4:28.34 | +52.94    |       |
| 28   | 78  | CHN Tian Ye              | 4:36.00 | +1:00.60  |       |
| 29   | 79  | CAN Louis Fortin         | 4:46.45 | +1:11.05  |       |
| 30   | 76  | USA Omar Bermejo         | 4:48.86 | +1:13.46  |       |
| 31   | 81  | USA John Oman            | 4:57.99 | +1:22.59  |       |
| 32   | 82  | JPN Keigo Iwamoto        | 4:58.94 | +1:23.54  |       |
| 33   | 75  | KAZ Alexandr Kolyadin    | 4:59.04 | +1:23.64  |       |
| 34   | 83  | CHN Liu Jianhui          | 5:03.23 | +1:27.83  |       |
| 35   | 85  | KAZ Yerlan Omarov        | 5:07.54 | +1:32.14  |       |

#### Semifinal 1
| Pos. | Bib | Atleta                   | Tempo  | Diferença | Notas |
| ---- | --- | ------------------------ | ------ | --------- | ----- |
| 1    | 1   | RUS Sergey Lapkin        | 4:08.1 | —         | Q     |
| 2    | 4   | RUS Rushan Minnegulov    | 4:08.3 | +0.2      | Q     |
| 3    | 5   | RUS Kirill Mikhaylov     | 4:09.3 | +1.2      | Q     |
| 4    | 9   | UKR Grygorii Vovchynskyi | 4:12.7 | +4.6      |       |
| 5    | 8   | RUS Azat Karachurin      | 4:16.6 | +8.5      |       |
| 6    | 12  | JPN Yoshihiro Nitta      | 4:21.2 | +13.1     |       |

#### Semifinal 2
| Pos. | Bib | Atleta                  | Tempo  | Diferença | Notas |
| ---- | --- | ----------------------- | ------ | --------- | ----- |
| 1    | 3   | RUS Vladislav Lekomtcev | 4:05.4 | —         | Q     |
| 2    | 7   | RUS Vladimir Kononov    | 4:06.6 | +1.2      | Q     |
| 3    | 2   | RUS Aleksandr Pronkov   | 4:10.2 | +4.8      | Q     |
| 4    | 6   | FRA Benjamin Davet      | 4:10.3 | +4.9      |       |
| 5    | 10  | FIN Ilkka Tuomisto      | 4:12.2 | +6.8      |       |
| 6    | 11  | UKR Ihor Reptyukh       | 4:20.2 | +14.8     |       |

#### Final
| Pos.              | Bib | Atleta                  | Tempo  | Diferença | Notas |
| ----------------- | --- | ----------------------- | ------ | --------- | ----- |
| Medalha de ouro   | 5   | RUS Kirill Mikhaylov    | 3:53.5 | —         |       |
| Medalha de prata  | 4   | RUS Rushan Minnegulov   | 3:53.8 | +0.3      |       |
| Medalha de bronze | 3   | RUS Vladislav Lekomtcev | 3:54.6 | +1.1      |       |
| 4                 | 2   | RUS Aleksandr Pronkov   | 4:03.7 | +10.2     |       |
| 5                 | 1   | RUS Sergey Lapkin       | 4:14.9 | +21.4     |       |
|                   | 7   | RUS Vladimir Kononov    | DSQ    |           |       |

### Deficientes visuais

#### Qualificação
| Pos. | Bib | Atleta                                    | País               | Tempo    | Diferença | Notas |
| ---- | --- | ----------------------------------------- | ------------------ | -------- | --------- | ----- |
| 1    | 102 | Brian McKeever Guia: Graham Nishikawa     | CAN Canadá         | 3:32.51  | —         | Q     |
| 2    | 106 | Oleg Ponomarev Guia: Andrei Romanov       | RUS Rússia         | 3:32.93  | +0.42     | Q     |
| 3    | 104 | Zebastian Modin Guia: Albin Ackerot       | SWE Suécia         | 3:37.04  | +4.53     | Q     |
| 4    | 101 | Stanislav Chokhlaev Guia: Maksim Pirogov  | RUS Rússia         | +3:40.29 | +7.78     | Q     |
| 5    | 109 | Vladimir Udaltcov Guia: Ruslan Bogachev   | RUS Rússia         | +3:42.40 | +9.89     | Q     |
| 6    | 110 | Dmytro Shulga Guia: Artur Gergardt        | UKR Ucrânia        | 3:46.18  | +13.67    | Q     |
| 7    | 108 | Alexsander Artemov Guia: Ilya Cherepanov  | RUS Rússia         | 3:46.18  | +13.92    | Q     |
| 8    | 112 | Jacob Adicoff c: Reid Pletcher            | USA Estados Unidos | 3:49.96  | +17.45    | Q     |
| 9    | 103 | Nikolay Polukhin Guia: Andrey Tokarev     | RUS Rússia         | 3:50.92  | +18.41    |       |
| 10   | 105 | Thomas Clarion Guia: Julien Bourla        | FRA França         | 3:56.87  | +24.36    |       |
| 11   | 111 | Erik Bye Guia: Kristian Myhre Hellerud    | NOR Noruega        | 3:59.27  | +26.76    |       |
| 12   | 107 | Vasili Shaptsiaboi Guia: Mikhail Lebedzeu | BLR Bielorrússia   | 4:12.06  | +39.55    |       |
| 13   | 115 | Kairat Kanafin Guia: Dmitriy Kolomeyets   | KAZ Cazaquistão    | 4:30.84  | +58.33    |       |
| 14   | 113 | Kevin Burton Guia: David Chamberlain      | USA Estados Unidos | 4:39.73  | +1:07.22  |       |
| 15   | 114 | Rudolf Klemetti Guia: Timo Salminen       | FIN Finlândia      | 4:48.47  | +1:15.96  |       |
| 16   | 118 | Svetoslav Georgiev Guia: Ivan Birnikov    | BUL Bulgária       | 4:58.77  | +1:26.26  |       |
| 17   | 116 | Choi Bogue Guia: Seo Jeongryun            | KOR Coreia do Sul  | 5:17.21  | +1:44.70  |       |
| 18   | 117 | Zhelyaz Kolev Guia: Iskren plankov        | BUL Bulgária       | 7:48.46  | +4:15.95  |       |

#### Semifinal 1
| Pos. | Bib | Atleta                                   | País               | Tempo  | Diferença | Notas |
| ---- | --- | ---------------------------------------- | ------------------ | ------ | --------- | ----- |
| 1    | 1   | Brian McKeever Guia: Graham Nishikawa    | CAN Canadá         | 4:09.5 | —         | Q     |
| 2    | 5   | Vladimir Udaltcov Guia: Ruslan Bogachev  | RUS Rússia         | 4:10.7 | +1.2      | Q     |
| 3    | 4   | Stanislav Chokhlaev Guia: Maksim Pirogov | RUS Rússia         | 4:11.0 | +1.5      |       |
| 4    | 8   | Jacob Adicoff Guia: Reid Pletcher        | USA Estados Unidos | 4:29.4 | +19.9     |       |

#### Semifinal 2
| Pos. | Bib | Atleta                                   | País        | Tempo  | Diferença | Notas |
| ---- | --- | ---------------------------------------- | ----------- | ------ | --------- | ----- |
| 1    | 3   | Zebastian Modin Guia: Albin Ackerot      | SWE Suécia  | 4:11.6 | —         | Q     |
| 2    | 2   | Oleg Ponomarev Guia: Andrei Romanov      | RUS Rússia  | 4:16.6 | +5.0      | Q     |
| 3    | 6   | Dmytro Shulga Guia: Artur Gergardt       | UKR Ucrânia | 4:21.0 | +9.4      |       |
| 4    | 7   | Alexsander Artemov Guia: Ilya Cherepanov | RUS Rússia  | 4:21.8 | +10.2     |       |

#### Final
| Pos.              | Bib | Atleta                                  | País       | Tempo  | Diferença | Notas |
| ----------------- | --- | --------------------------------------- | ---------- | ------ | --------- | ----- |
| Medalha de ouro   | 1   | Brian McKeever Guia: Graham Nishikawa   | CAN Canadá | 3:59.6 | —         |       |
| Medalha de prata  | 3   | Zebastian Modin Guia: Albin Ackerot     | SWE Suécia | 4:01.4 | +1.8      |       |
| Medalha de bronze | 2   | Oleg Ponomarev Guia: Andrei Romanov     | RUS Rússia | 4:05.0 | +5.4      |       |
| 4                 | 5   | Vladimir Udaltcov Guia: Ruslan Bogachev | RUS Rússia | 4:23.0 | +23.4     |       |

Legenda
| Recorde mundial      | Recorde mundial (World record)               |                       | Recorde africano                      | Recorde africano (African) |                                           | Q | Classificado por posição (Qualified) |
| Recorde olímpico     | Recorde olímpico (Olympic record)            | Recorde da América    | Recorde da América (Americas)         | q                          | Classificado por melhor tempo (Qualified) |   |                                      |
| Melhor marca do ano  | Melhor marca do ano (World leading)          | Recorde asiático      | Recorde asiático (Asian)              | DNS                        | Não largou (Did not start)                |   |                                      |
| Recorde nacional     | Recorde nacional (National record)           | Recorde europeu       | Recorde europeu (European)            | DNF                        | Não terminou (Did not finish)             |   |                                      |
| Recorde pessoal      | Recorde pessoal do atleta (Personal best)    | Recorde da Oceania    | Recorde da Oceania (Oceania)          | DSQ / DQ                   | Desclassificado (Disqualified)            |   |                                      |
| Recorde da temporada | Recorde da temporada do atleta (Season best) | Recorde sul-americano | Recorde sul-americano (South America) | NM                         | Sem marca (No mark)                       |   |                                      |